# Struikvliegenpikker
De struikvliegenpikker (Sublegatus modestus) is een zangvogel uit de familie Tyrannidae (tirannen).

## Verspreiding en leefgebied
Deze soort komt voor in centraal-zuidelijk, oostelijk en zuidoostelijk Zuid-Amerika. Er zijn twee ondersoorten:
- S. m. modestus: van oostelijk Peru en noordelijk Bolivia tot oostelijk en zuidelijk Brazilië.
- S. m. brevirostris: van oostelijk Bolivia en Paraguay tot Uruguay en centraal Argentinië.

## Status
De grootte van de populatie is niet gekwantificeerd maar de soort wordt omschreven als vrij algemeen. Op de Rode lijst van de IUCN heeft deze soort de status niet bedreigd.